# Vanessa Amorosi
Vanessa Joy Amorosi (ur. 8 sierpnia 1981 w Melbourne) – australijska piosenkarka popowa.

## Dyskografia
Albumy
| The Power                   | - Data: 3 kwietnia 2000 - Wydawca: Transistor Music            | 1 | 7  | 21 | - AUS: 4x platynowa płyta |
| Change                      | - Data: 18 listopada 2002 - Wydawca: Universal Music Australia | — | 64 | —  |                           |
| Somewhere in the Real World | - Data: 24 maja 2008 - Wydawca: Universal Music Australia      | 4 | —  | —  | - AUS: złota płyta        |
| Hazardous                   | - Data: 6 listopada 2009 - Wydawca: Universal Music Australia  | 7 | —  | —  | - AUS: złota płyta        |
| "—" album nie był notowany. |                                                                |   |    |    |                           |

Kompilacje
| Tytuł      | Dane dot. albumu                                         | Pozycja na liście |
| Tytuł      | Dane dot. albumu                                         | AUS               |
| ---------- | -------------------------------------------------------- | ----------------- |
| Turn To Me | - Data: 29 października 2001 - Wydawca: Transistor Music | 21                |